# ميخائيل هارت (كاتب)
ميخائيل هارت (بالإنجليزية: Michael Hardt)‏ هو ناقد أدبي وصحفي وبروفيسور وفيلسوف وكاتب أمريكي، ولد في 1960 في بيثيسدا في الولايات المتحدة.

## وصلات خارجية
- ميخائيل هارت على موقع الموسوعة البريطانية (الإنجليزية)